# Bartolomé Cairasco de Figueroa

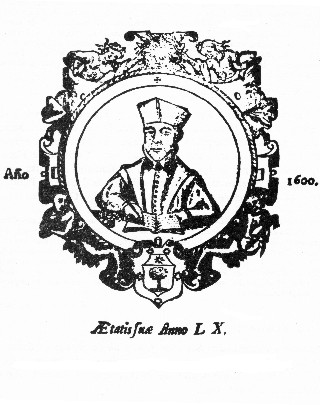
Bartolomé Cairasco de Figueroa.

Bartolomé Cairasco de Figueroa,  född den 8 oktober 1538, död 1610, var en spansk författare. 
de Figueira, som var kanik vid domen på Gran Canaria, var mycket ansedd av sina samtida skaldebröder. Hans huvudverk är Templo militante, triunfos y virtudes, festividades y vidas de Santos (4 band, 1602–1615) om alla i katolska kalendern intagna helgons liv. Hans daktyliskt rimmade Versos esdrújulos väckte samtidens beundran. de Figueira gav även en politisk skildring av Kanarieöarna och översatte "Gerusalemme liberata" till spanska.